# Regno di Lindsey

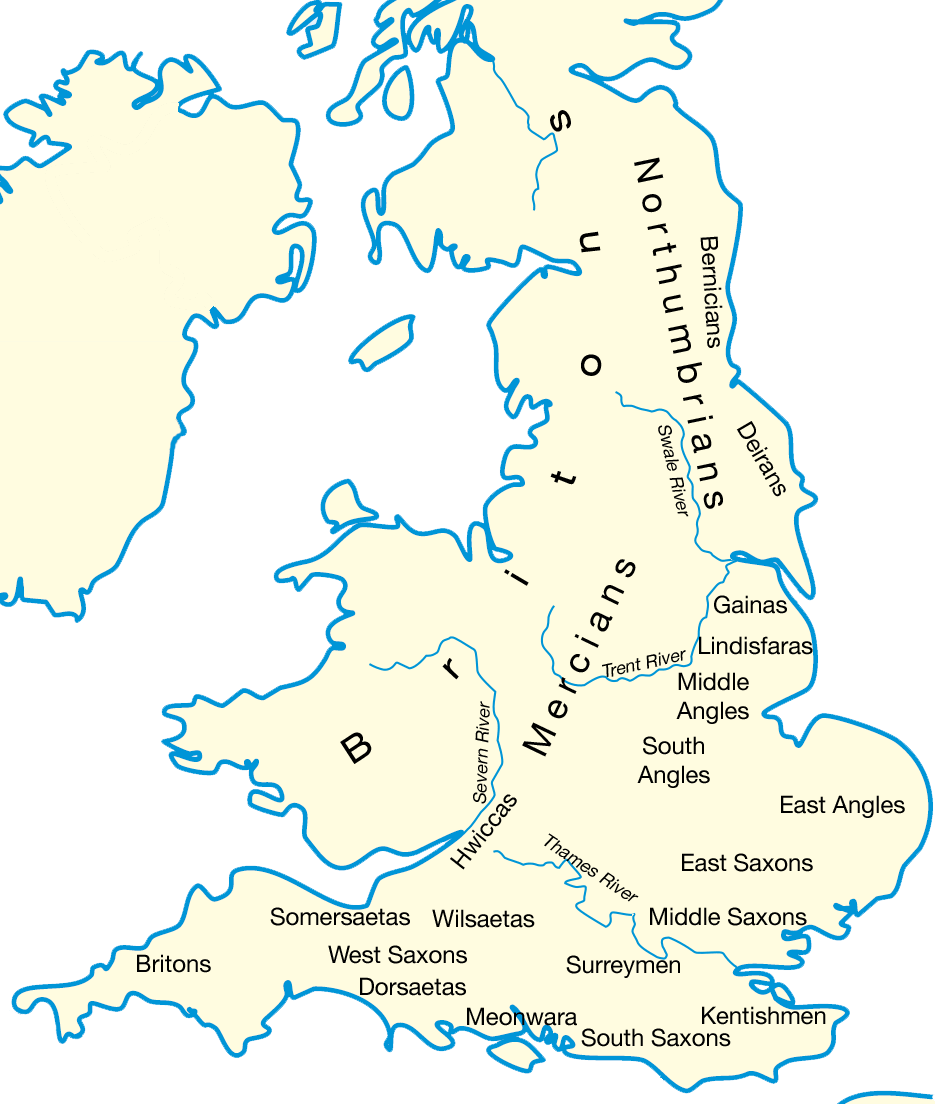
La Britannia meridionale agli inizi del VII secolo, con Lindsey indicata come Lindisfaras.

Lindsey o Linnuis fu un regno anglosassone, localizzato sul Mare del Nord, fra l'Humber e il Wash. Si pensa che la capitale fosse Lincoln, sebbene il toponimo indicherebbe che l'insediamento anglo si sviluppò dalla costa dell'Humber.
Il suo nome significa "isola di Lincoln", che deriva dal fatto che era circondato dall'acqua, con Lincoln verso l'angolo sud-occidentale. All'epoca dell'invasione anglosassone della Britannia, iniziato attorno al 450, il regno di Lindsey era uno dei regni anglosassoni. Sebbene abbia avuto propri re, entrò presto in una sfera d'influenza esterna: di Deira, di Northumbria e, in seguito, soprattutto di Mercia.
L'apogeo del regno sembra essere stato prima del periodo storico. Infatti, sin dalla prima menzione storica, compare sotto il controllo politico, a fasi alterne, di Northumbria e di Mercia. È possibile che la battuta d'arresto si sia avuta intorno al 500, a seguito dell'opposizione del leader britannico Artù (fonte Historia Brittonum). Comunque, ogni traccia d'indipendenza era sparita prima dell'attacco vichingo nel tardo IX secolo. La stessa sorte capitò alla locale diocesi di Lindsey.
Il suo territorio divenne poi la contea di Lincolnshire, la cui parte settentrionale è chiamata Lindsey.
Le genealogie create negli ultimi anni del regno di Offa di Mercia forniscono i nomi dei sovrani di Lindsey. I nomi più antichi si riferiscono all'Anglia o a divinità, come Woden (che richiama il dio germanico Wothan, cioè l'Odino vichingo).
- Geot - Richiama il nome dei Geti, che sono spesso citati nella storia di Beowulf.
- Godulf
- Finn
- Frioðulf
- Frealaf
- Woden
- Winta - Si lega a Winteringham (territorio della gente di Winta). A partire da questo personaggio, i nomi si riferiscono ai primi leader di Lindsey.
- Cretta
- Cuelgils
- Caedbaed
- Bubba
- Beda
- Biscop
- Eanferð
- Eatta
- Aldfrið (787/796)

Solo Aldfrið (o Ealdfrith) può essere datato con certezza sulla base di un documento anglosassone: tra il 787 e il 796. Se Winta giunse nel Lindsey nel 487, ciò significa che questi sovrani regnarono circa 30 anni ciascuno. Sebbene ciò non sia idealmente impossibile, tuttavia sembra un tempo troppo lungo in un periodo che, di certo, non era pacifico. 